# عبدولای دیالو
عبدولای دیالو (فرانسوی: Abdoulaye Diallo‎؛ زادهٔ ۳۰ مارس ۱۹۹۲) بازیکن فوتبال اهل سنگال است.
از باشگاه‌هایی که در آن بازی کرده‌است می‌توان به رن، لو آور، چای‌کار ریزه‌اسپور، گنچلربیرلیغی و نانسی اشاره کرد.
وی همچنین در تیم ملی فوتبال سنگال بازی کرده‌است.